# ای جی هینچ
ای جی هینچ (انگلیسی: A. J. Hinch؛ زادهٔ ۱۵ مهٔ ۱۹۷۴) بازیکن بیس‌بال اهل ایالات متحده آمریکا است.
از باشگاه‌هایی که در آن بازی کرده‌است می‌توان به کانزاس‌سیتی رویالز اشاره کرد.
وی در مسابقات کشوری و بین‌المللی در مجموع برندهٔ ۱ مدال برنز شده‌است.